# Hotel Własta
Hotel Własta – hotel w położonej na wschód od głównej części Lwowa dzielnicy Kleparów, przy ulicy Kleparowskiej 30.
Dwunastopiętrowy budynek hotelu "Własta" (pol: moc) został wybudowany w 1976 według projektu Ołeksandra Hukowycza i Ałły Symbyrcewy jako obiekt Ministerstwa Obrony USSR. Do 1990 nosił nazwę "Rosja", a następnie przemiano ją na obecną. Część hotelowa zajmuje dziewięć kondygnacji, pozostałe są domem akademickim dla pobliskiej uczelni wojskowej. 
Hotel Własta dysponuje 289 miejscami noclegowymi w 157 pokojach, z czego 25 pokoi jest jednoosobowych, 115 to pokoje dwuosobowe, a w 17 są trzy lub cztery miejsca noclegowe. 
Jest to hotel niższej klasy (dwie gwiazdki) posiadający w swojej ofercie dwa bary, restaurację, pralnię oraz salę konferencyjną dla 80 osób. Przed budynkiem znajduje się płatny parking.